# Kadui
Kadui (ruso: Ка́дуй) es un asentamiento de tipo urbano de Rusia, capital del ókrug municipal homónimo en la óblast de Vólogda.
En 2023, el asentamiento tenía una población de 11 373 habitantes. Se ubica junto a la orilla meridional del río Suda, unos 40 km al oeste de Cherepovets.

## Historia
El topónimo del pueblo es de origen vepsio. Los habitantes vepsios originales de la zona se referían a esta zona de bosque como Kadag jogi ("río de enebros"), en referencia a la vegetación que alberga. Desde 1626 aparece en documentos la aldea homónima, ubicada unos 8 km al noreste de la actual Kadui. En el siglo XVIII, las aldeas de la zona se desarrollaron por su industria maderera y por la extracción de turba. El actual Kadui fue fundado en 1904 como poblado ferroviario, al abrirse aquí una estación de la línea de ferrocarril de San Petersburgo a Vólogda. Pese a su cercanía, el poblado ferroviario no se construyó en terrenos de la aldea homónima: recibe dicho topónimo porque inicialmente se iba a construir la estación en la aldea, pero hubo que desviar la línea por la dificultad técnica para construir un puente en el río Suda.
El poblado ferroviario pasó a ser el centro de su propia vólost en 1918. Adoptó el estatus de capital distrital en 1927, cuando se definieron los raiones de la óblast de Leningrado. En 1937 pasó a formar parte de la óblast de Vólogda. Adoptó el estatus de asentamiento de tipo urbano en 1947, pero en aquella época tenía poco más de dos mil habitantes y basaba su economía en la industria maderera. Su verdadero desarrollo urbano comenzó en la década de 1960, cuando comenzó a construirse aquí la central térmica de Cherepovets. Esta central térmica, que es una de las principales empresas de la óblast, funciona con gas natural y es la principal fuente de energía eléctrica de las cercanas ciudades de Cherepovets y Vólogda, que suman más de seiscientos mil habitantes. Antes de que el raión se reorganizase como ókrug municipal en 2022, Kadui era sede de un ayuntamiento urbano, que incluía como pedanías a la aldea (derevnia) de Chuprino y dos localidades rurales casi despobladas.